# Liste der Monuments historiques in Mouans-Sartoux
Die Liste der Monuments historiques in Mouans-Sartoux führt die Monuments historiques in der französischen Gemeinde Mouans-Sartoux auf.

## Liste der Bauwerke
| Bezeichnung       | Beschreibung                    | Standort | Kennzeichnung | Schutzstatus | Datum | Bild           |
| ----------------- | ------------------------------- | -------- | ------------- | ------------ | ----- | -------------- |
| Château de Mouans | Schloss aus dem 16. Jahrhundert | (Lage)   | PA00080769    | Inscrit      | 1989  | weitere Bilder |